# Železniční muzeum Zlonice
Železniční muzeum Zlonice je muzeum věnované železnici, nacházející se ve vesnici Lisovice, místní části středočeského městysu Zlonice v okrese Kladno.

## Historie
V obci, které zasvětil obdivovatel železnice Antonín Dvořák svou první symfonii, se nachází muzeum zaměřené na průmyslové lokomotivy, nákladní vozy a zabezpečovací zařízení vyrobené do roku 1939. V něm lze vidět sbírku parních lokomotiv používaných v cukrovarském průmyslu, který v minulosti dominoval zdejšímu podřipskému regionu.[zdroj?]
V roce 1997 se Zlonice staly centrem oslav 115. výročí zahájení provozu na nejstarších podřipských lokálkách. Vedle jízd historických vlaků a výstavy lokomotiv byly ve dnech 16. až 24. srpna téhož roku poprvé veřejnosti představeny exponáty železniční zabezpečovací techniky několika soukromých vlastníků. Samostatná výstava pořádaná na rohu Nádražní a Tyršovy ulice v obytném domě č.p. 444 byla doplněna o modely a dobové fotografie. Veřejnost zaujala natolik, že se majitelé rozhodli ji využít jako první pravidelně přístupnou expozici, která se měla stát základem železničního muzea. Po nezbytné přepravě mobilních exponátů byl v roce 1998 nově veřejnosti zpřístupněn depozitář průmyslových lokomotiv a nákladních vozů.[zdroj?]
Postupné rozšiřování sbírek a restaurování exponátů vedlo k založení občanského sdružení Klub Železničního muzea Zlonice, které od své registrace 31. prosince 1998 koordinuje a podporuje činnost jeho členů v oblasti záchrany, uchování a předvádění technických památek. Sbírkový fond, ve kterém jsou exponáty soustředěny, je zaměřen především na lokomotivy cukrovarských železnic, nákladní vozy a zabezpečovací zařízení vyrobené do roku 1939. Nejmladší exponáty z padesátých let minulého století doplňují sbírku tak, aby návštěvníkům komplexně přiblížila i postupné ukončení této etapy technického a společenského vývoje. Železniční muzeum je financováno zejména z prostředků členů klubu a ekonomickou podporu z veřejných rozpočtů má výhradně od městyse Zlonice. Stabilní exponáty byly do 26. září 2009 vystaveny ve výše uvedeném domě, lokomotivy a vozy ve zlonické výtopně a k ní přilehlých kolejích pronajatých od Českých drah. Sezóna trvající od května do září je pravidelně zahajována slavnostními jízdami nostalgických vlaků nebo historického autobusu. Mimo to jsou konány příležitostné akce a oslavy výročí jednotlivých tratí.[zdroj?]

## Současnost
V současné době[kdy?] zahrnuje sbírkový fond zhruba 200 exponátů a souborů, z toho 7 lokomotiv a 10 vagónů normálního rozchodu a od roku 2004 též provozní přenosnou úzkokolejnou drážku o rozchodu 650 mm se dvěma motorovými lokomotivami a 20 vozy. K ní patří též neprovozní parní lokomotiva. K nejzajímavějším exponátům patří všechny tři, v České republice dochované, normálně rozchodné parní lokomotivy vyrobené firmou Orenstein & Koppel a staniční elektromechanické zabezpečovací zařízení Siemens & Halske z roku 1902.[zdroj?]
24. dubna 2010 byla zprovozněna první expozice v novém areálu, do kterého byly postupně sbírky muzea stěhovány. Ten se nachází v části městyse Lisovice v bývalém zemědělském areálu postaveném v roce 1848 zakladatelem klobouckého cukrovaru Kašparem Vopršalem, který následně vlastnil předseda vlády ČSR Jan Malypetr. V období muzejní sezony 2010 byl proto provoz muzea omezen a jízdy úzkorozchodné dráhy byly pořádány výhradně na objednávku. Oficiální zahájení pravidelného provozu nové malodráhy mělo proběhnout  14. srpna 2010.[zdroj?]